# Ратомский, Александр Викторович
Александр Викторович Рато́мский (наст. фамилия Бочков; 25 февраля (9 марта) 1908, Уфа — 29 марта 1988) — русский советский театральный актёр и режиссёр, народный артист РСФСР.

## Биография
Александр Викторович Ратомский (Бочков) родился 25 февраля (9 марта) 1908 года в Уфе. Творческую деятельность начал в 1922 году в Иркутске в труппе Молодого театра. 
Работал в театрах Уфы, Тюмени, Перми, Кургана, Смоленска, Алма-Аты, Фрунзе.
В 1939 году был актёром Орджоникидзевского русского театра. В 1941 году был назначен бригадиром фронтовой концертной бригады по обслуживанию Северо-Западного фронта.
С 1957 года в течение пятнадцати лет служил в Томском театре драмы. В 1960—1961 годах исполнил роль В. И. Ленина в спектаклях «Кремлёвские куранты» и «Цветы живые» Николая Погодина, в 1966 году — в спектакле «Между ливнями» Александра Штейна.
В 1959—1970 годах был председателем Томского отделения ВТО.
Умер 29 марта 1988 года.

## Награды и премии
- Заслуженный артист РСФСР (19.09.1951).
- Народный артист РСФСР (10.01.1966).

## Работы в театре

### Актёр
- «Персональное дело» А. Штейна — Хлебников
- «Любовь Яровая» Тренёва — Яровой
- «Разлом» — Годун
- «Побег из ночи» бр. Тур) — Косогоров
- «Русские люди» — Васин
- «На дне» М. Горького — Барон,
- «Бесприданница» А. Н. Островского — Паратов
- «Живой труп» Льва Толстого — Протасов
- «Уриэль Акоста» Карла Гуцкова — Уриэль Акоста
- «Овод» Войнич — Риварес
- «Кремлёвские куранты» Н. Погодина — Ленин
- «Цветы живые» Н. Погодина — Ленин
- «Между ливнями» А. Штейна — Ленин
- «На всякого мудреца довольно простоты» А. Островского — Мамаев

### Режиссёр
- 1937 — «Дни нашей жизни» Л. Андреева
- 1953 — «Забавный случай» Гольдони
- 1958 — «История одной любви» К. Симонова
- 1959 — «В поисках радости» В. Розова
- 1962 — «Шельменко-денщик» Квитко-Основьяненко
- 1964 — «Соль земли» по роману Георгия Маркова